# Sicherheitsabsperrung
Eine Sicherheitsabsperrung oder Absperrgitter ist eine in der Regel transportable Absperrung, welche die öffentliche Sicherheit (Polizeigitter oder zur Sperrung einer Straße) oder die private Sicherheit von Veranstaltungen sicherstellen soll.
Polizeigitter / Hamburger Reiter / Hamburger GitterHaken und Ösen gegen Aufdrücken der Gitterwand; Stabilisierungselemente gegen Umwerfen; relativ leichtes Versetzen durch Polizeikräfte möglich
Bühnengitter / Crash Barriersehr viel massivere Ausführung gegenüber dem Polizeigitter; ortsfester Einsatz bei Großveranstaltungen; Auftrittplatte auf der Schutzseite zum Abtransport medizinischer Notfälle
EingangschleuseBoden wie Bühnengitter, beidseitig wie Mannheimer Gitter; Verwendung in der Zutrittskontrolle
Mannesmanngitter / Monrovia-Gitter / Luxemburger Gitter / Mannheimer GitterHaken und Ösen gegen Aufdrücken der Gitterwand; Umwerfen leicht möglich, daher nur bei „ruhigen“ Menschenmassen
Gurtabsperrpfosten / TensatorSystem innerhalb von Gebäuden zur Personenlenkung; Sicherheitsgurtähnliche Bänder werden von Pfosten zu Pfosten oder Wandclip gespannt
Schwenkbügel oder schmale Schwenkflügelhindern Unbefugte an den Enden der Bahnsteige am Betreten der weiterführenden Strecken von U- und Straßenbahn. Diese Flügel halten das Lichtraumprofil der Bahn frei.
Gattertore... an Straßen-Bahn-Übersetzungen, die zweimal-zweiflügelig während des Querens der Bahn die Straße beidseitig absperren, werden zur Freigabe der Straßenverbindung so zur Seite geschwenkt, dass sie den Zugang zur Gleistrasse sperren; üblich in Großbritannien.
Absperrkette,... die den Weg über zumeist zwei Gleise zwischen zwei Bahnsteigen sperrte, zwischen zwei Pfosten eingehängt mit einem oder zwei Karabiner. Bahnbedienstete, die hier zu Fuß oder mit dem Transportkarren (für Reisegepäck oder Bahnexpress-Versandstücke) queren, öffnen diese Absperrung zeitweilig
Mit Fahrzeugen mitransportierte Absperrungen sollen Menschen daran hindern über – längere – Kupplungen zu oder zwischen Anhängern eines Zug zu übersteigen:
Alte Straßenbahnzüge... aus 2–3 Wagen in Wien hatten zwischen diesen in Fahrtrichtung längs etwas durchhängend eine Kette gespannt, die zusätzlich über der Kupplungsstelle eine Tafel mit dem Verbotshinweis trugen.
Karrenzüge in Industrieproduktionsstätten... können Absperrelemente zwischen den gezogenen Wagen mitführen. Im Fall des Traktorwerks Fendt sind diese doppelt, jeweils nahe der Wagenecke – beidseits des mittig als Aufwärtsbogen verlaufenden Kupplungsschlauchs für die Druckluftbremse – als rotes Band unter der Zugkraft einer Aufspulvorrichtung ausgebildet. Die Kupplungsstelle zum Zugfahrzeug bleibt jedoch frei.